# Quận Washington, Ohio
Quận Washington là một quận thuộc tiểu bang Ohio, Hoa Kỳ. Quận lỵ đóng ở Marietta6. 
Dân số theo điều tra năm 2000 của Cục điều tra dân số Hoa Kỳ là 63.251 người2.
Quận được đặt tên theo tổng thống Hoa Kỳ đầu tiên George Washington.

## Địa lý
Theo Cục điều tra dân số Hoa Kỳ, quận này có diện tích 1658 km2, trong đó có 13 km2 là diện tích mặt nước.

### Các quận giáp ranh
- Quận Noble (bắc)
- Quận Monroe (đông bắc)
- Quận Tyler, Tây Virginia (đông)
- Quận Pleasants, Tây Virginia (đông nam)
- Quận Wood, Tây Virginia (nam)
- Quận Athens (tây nam)
- Quận Morgan (tây bắc)